# Слободка (Ильинецкий район)
Слободка (укр. Слобідка) — село на Украине, находится в Ильинецком районе Винницкой области.
Код КОАТУУ — 0521285506. Население по переписи 2001 года составляет 262 человека. Почтовый индекс — 22713. Телефонный код — 043-45.
Занимает площадь 1,42 км².

## История
В 1946 году указом ПВС УССР село Лядская Слободка переименовано в Слободку.

## Адрес местного совета
22713, Винницкая обл., Ильинецкий р-н, с. Павловка, ул. 60-летия Октября, 102